# Gare de Rebahia
La gare de Rebahia, est une ancienne gare ferroviaire algérienne située dans la commune de Ouled Khaled, dans la wilaya de Saïda.

## Situation ferroviaire
Établie à une altitude de 736,850 m, la gare est située au point kilométrique (PK) 203,700 de la ligne d'Oran à Kenadsa, où elle est précédée de l'ancienne gare de Hammam Rabbi et suivie de l'ancienne gare de Saïda. 

## Histoire
Lors de la colonisation, la gare portait le nom de gare de Nazereg-Flinois.
La gare est mise en service le 28 septembre 1879 lors de l'ouverture de l'ancienne ligne à voie étroite de 1 055 mm d'Arzew à Saïda où elle était précédée de la gare des Eaux-Chaudes (gare de Hammam Rabbi)  et suivie de la gare de Saïda,,.